# Аргунов, Андрей Иванович
Андрей Иванович Аргунов (13 [26] октября 1904 — 5 августа 1938) — председатель приходского совета, мученик, святой Русской православной церкви, канонизирован 20 апреля 2005 года в Соборе новомучеников и исповедников Российских. Память совершается (по юлианскому календарю): 25 января (собор новомучеников Российских) и 23 июля.

## Биография

### Жизнь в Прудцах
Андрей родился в крестьянской семье Ивана Кузьмича и Пелагии Васильевны Аргуновых 13 (26) октября 1904 года.
В связи с ранней смертью отца семья стала крайне нуждаться, но, несмотря на это, Андрею удалось отучиться в сельской школе. После этого он был кустарём, работал в артели, которая занималась производством зубных щёток. Кроме работы, Андрей Аргунов пел в церковном хоре и был председателем приходского совета Покровской церкви деревни Прудцы. События, в конечном итоге приведшие его к смерти произошли в 1930-е годы.
В 1933 году в деревне в рамках коллективизации был организован колхоз, который имел не только хозяйственную, но и политическую окраску. Так как колхоз идеологически заявлял себя «безбожным», 29-летний Андрей Аргунов в него не вступил. В следующие три года у него отобрали всё его имущество — дом, сараи, амбар, лошадь и корову.
В 1936 году органами власти ему как единоличнику были выставлены требования, аналогичные продразвёрстке.
Ему предписывалось сдать государству 60 кг мяса за год, чего он заведомо не мог выполнить.
В октябре того же года местные власти планировали разобрать кирпичную ограду церкви для строительства электростанции:

Представители местных властей:

По согласованию с райисполкомом мы… проводили совещание с церковным советом Покровской церкви по вопросу дачи кирпича из церковной ограды для артели на строительство электростанции и установку двигателя… Аргунов Андрей, он же председатель церковного совета, сказал, что мы своего согласия не даём и не дадим, и так вера христианская от гонителей Церкви сильно пострадала…
После выступления… о троцкистско-зиновьевской своре, мешающей укреплению социалистического общества и переходу к коммунистическому обществу, о великом строительстве в СССР и обороноспособности страны, Аргунов ответил, что эти люди… пострадали, может быть, ни за что. Возможно, такая участь постигнет и нас, но раз Христос нёс свой крест, страдал за нас, и мы тоже должны пострадать от гонителей Церкви за веру Христову. Вот вы (указав в нашу сторону) своих вождей держите в Кремле за кирпичной оградой и стенами и святыню не разбираете, а нашу ограду хотите сломать. Нам дела нет до вашей электростанции, всё равно, что бы вы ни настроили, время придёт, всё это разрушится
— заявление в органы НКВД
В 1937 году Андрей был арестован за продажу зубных щёток, изготовленных им в артели, где он работал; был приговорён к 6 месяцам заключения. После освобождения был приговорён к принудительным работам за сруб без разрешения сельсовета нескольких берёз в ограде церковного кладбища.

### Арест, после ареста и последующая канонизация
В июле того же года Андрею предъявили обвинение в отказе выполнить поставку государству 60 кг мяса, тогда же авторы доноса дали показания против него.
14 сентября 1937 года Андрея арестовали и заключили в Таганскую тюрьму, он был сразу допрошен, что не было стандартом для того времени.
Ему было предъявлено обвинение в «контрреволюционной деятельности, распространении клеветы против советской власти».
На допросе себя виновным не признал.

Из материалов допросов:

Я выступал против того, чтобы ломать церковную ограду, и призывал к протесту всех членов церковно-приходского совета. Я говорил, что Христос нёс Свой крест, и мы также должны страдать от гонителей Церкви за веру христианскую. Одновременно с этим, указывая в сторону коммунистов, я заявил: «Вот вы своих вождей охраняете в Кремле за кирпичной стеной и стены не ломаете, нам дела нет до вашей электростанции, всё равно, что бы ни строили, придет время, всё разрушится».
При встречах с людьми из деревни Прудцы я говорил: «Нужно хранить веру и Церковь, если не будет её, то мы все погибнем».

Следователь: Укажите факты вашей контрреволюционной деятельности, которую вы вели среди колхозников

Аргунов: В мае 1936 года у моей родственницы на похоронах, где присутствовали колхозники, зашёл разговор о существовании Бога.
Я стал доказывать, что Бог есть.
Одновременно с этим я доказывал, что придёт время, люди будут умирать, как мухи, от голода и болезней, и от меча войны за грехи народа.

С: Укажите, какие ещё были факты ваших контрреволюционных высказываний среди колхозников?

А: При встречах с отдельными людьми из деревни Прудцы я высказывал свои религиозные убеждения, заявляя: «Нужно хранить веру и Церковь, если не будет её, то мы все погибнем».

С: Кого вы считали гонителями и врагами Церкви?

А: Гонителями и врагами Церкви я считаю коммунистов.

С: Следствием установлено, что вы распространяли контрреволюционную клевету против советской власти. Дайте по данному вопросу показания.

А: Лично я считаю, что советская власть является гонительницей веры христианской, на счёт этого у меня были высказывания…

Коммунистов я считаю гонителями и врагами Церкви. Клеветническими мои высказывания я не считаю, то, что я говорил, было правдою.

10 октября 1937 года Особой тройкой при УНКВД по Московской области был приговорён к восьми годам заключения в исправительно-трудовом лагере. Андрея Аргунова направили отбывать наказание в Бамлаг, где он не проработал и года. Он скончался в заключении 5 августа 1938 года и был погребён в безвестной могиле.
Московская епархия представила Андрея Аргунова к канонизации, и 20 апреля 2005 года определением Священного Синода РПЦ он был прославлен для общецерковного почитания как мученик в составе Собора святых новомучеников и исповедников Российских.